# کاخ کوتی‌باغچه
کاخ کوتی‌باغچه از بناهای تاریخی شهر کابل افغانستان است. کوتی‌باغچه که از ساختمان‌های آراسته روزگار پادشاهی امیر عبدالرحمن‌خان بوده دارای تزئینات گچ‌بری، مینیاتوری و شبکه کاری چوب بوده از جمله ساختمانهای بزرگ عصر است که در اثر جنگ‌های اخیر شهر کابل ویران شده است.